# Wade (Maine)
Wade és una població dels Estats Units a l'estat de Maine (EUA). Segons el cens del 2000 tenia 250 habitants.

## Demografia
Segons el cens del 2000, Wade tenia 250 habitants, 97 habitatges, i 68 famílies. La densitat de població era de 2,7 habitants/km².
Dels 97 habitatges en un 30,9% hi vivien nens de menys de 18 anys, en un 60,8% hi vivien parelles casades, en un 7,2% dones solteres, i en un 28,9% no eren unitats familiars. En el 21,6% dels habitatges hi vivien persones soles el 7,2% de les quals corresponia a persones de 65 anys o més que vivien soles. El nombre mitjà de persones vivint en cada habitatge era de 2,58 i el nombre mitjà de persones que vivien en cada família era de 3,01.
Per edats la població es repartia de la següent manera: un 25,2% tenia menys de 18 anys, un 6,4% entre 18 i 24, un 25,2% entre 25 i 44, un 30,8% de 45 a 60 i un 12,4% 65 anys o més.
L'edat mediana era de 42 anys. Per cada 100 dones de 18 o més anys hi havia 112,5 homes.
La renda mediana per habitatge era de 34.375 $ i la renda mediana per família de 38.125 $. Els homes tenien una renda mediana de 31.250 $ mentre que les dones 22.500 $. La renda per capita de la població era de 14.501 $. Entorn del 6,2% de les famílies i el 9,6% de la població estaven per davall del llindar de pobresa.